# Saudi Binladin Group
Saudi Binladin Group (араб. مجموعة بن لادن السعودية) — міжнародний будівельний конгломерат.

## Історія
Компанія була заснована в 1931 році Мохаммедом бен Ладеном, батько Усами бен Ладена. Завдяки дружбі з засновником і першим правителем Саудівської Аравії Абдул-Азіз ібн Саудом, йому вдалося укласти з урядом низку будівельних контрактів.
Після смерті Мохаммеда Бен Ладена в 1967 році компанію очолив брат його першої дружини Мохаммед Бахарет. У 1972 році на посаді керівника його змінив Салем бен Ладен — старший син засновника компанії. Після того, як Салем в 1988 році загинув в авіакатастрофі, компанію очолила рада директорів з 14 осіб. Всі члени ради-сини засновника компанії Мохаммеда бен Ладена. Голова ради директорів — Бакр бен Ладен.
20 грудня 2005 року уряд Саудівської Аравії виділив консорціуму Саудівських і єгипетських компаній, серед яких була Saudi Binladin Group, 26 мільярдів доларів на будівництво Економічного міста короля Абдалли.
2 серпня 2011 року принц Аль-Валід ібн Талал Аль Сауд оголосив про укладення з Saudi Binladin Group контракту на зведення Kingdom Tower.
У квітні 2018 року Бакр бен Ладен, а також його брати Салех і Саад передали свої 36,2% акцій групи Saudi Binladin групі холдингової компанії Istidama, що належить Міністерству фінансів. Згодом уряд Саудівської Аравії заснував комітет із п’яти осіб, який керуватиме Групою Бінладен, до складу якого входять Абдул Рахман Аль-Харкан, Халед Нахас, Халід Аль Ховайтер. Reuters описав передачу права власності як функціональну націоналізацію, а голова комітету аль-Харкан звітував перед міністром фінансів Мохаммедом аль-Джадааном.

## Інші будівлі та споруди, в зведенні яких брала участь Saudi Binladin Group
- Абрадж аль-Бейт[4]
- Аеропорт короля Абдул-Азіза
- Аеропорт Куала-Лумпур
- Аеропорт Шарджа
- Міст Джамарат

## Сайт компанії
Компанії Saudi Binladin Group належало доменне ім'я saudi-binladin-group.com. воно було зареєстровано 11 вересня 2000 року і було куплено терміном на один рік. Рівно через рік, в день терактів 11 вересня в Нью-Йорку, воно стало вільним. Пізніше це доменне ім'я придбав спекулянт. В даний час Saudi Binladin Group використовує домен sbg.com.sa, який був зареєстрований 11 січня 2000 року.